# Rio de Água Sèlá
O Rio de Água Sèlá é um curso de água do arquipélago de São Tomé e Príncipe, localizado no distrito de Água Grande, ilha de São Tomé. Este curso de água corre para Oeste até encontrar o mar frente à Ponta de São Jerínimo junto à capital, a cidade de São Tomé.